# Atlético Bello
El Atlético Bello es un club de fútbol colombiano del municipio de Bello (Antioquia), al norte del Valle de Aburrá. Fue fundado en  1995 como «Atlético Bello» y refundado el 1 de enero de 2015 como «Club Deportivo Atlético Bello».[cita requerida] Actualmente milita en la Categoría Primera C de la División Aficionada del Fútbol Colombiano. Jugaba como club profesional en la Categoría Primera B, la cual disputó por trece años debutando en 1995.
A finales de 2007 logró clasificar a los cuadrangulares pero no logró clasificar a la gran final. Su cupo fue adquirido por los empresarios del Atlético Juventud, que lo reemplazó hasta 2010.

## Uniforme
- Uniforme titular: Camiseta azul con una franja blanca y en el medio una línea roja, pantalón blanco con rayas azules y medias blancas con rayas azules y rojas.
- Uniforme alternativo: Camiseta blanca con una franja diagonal con rayas azules y rojas, pantalón azul con rayas blancas y medias azules con rayas blancas y rojas.
- Uniforme alternativo 3: Camiseta roja con una línea frontal derecha blanca y en el medio azul, pantalón rojo, medias rojas con rayas azules.

## Datos del Club
- Temporadas en 1ª División: Ninguno.
- Temporadas en 2ª División: 14 (1995-2007).
- Temporadas en 3ª División: 2 (2021 y 2022 Actual).

- Mejor puesto en
1ª División: Ninguno.
2ª División: 3° Tercero (2001-fase todos contra todos).
3ª División: 2° Segundo (2021-Segundo en la cuarta fase).

- Peor Puesto en
1ª División: Ninguno.
2ª División: 17° Último (2003-fase todos contra todos)[3] y 18° Último (2006-Reclasificación).[4] 
3ª División: 2° Segundo (2021-Segundo en la cuarta fase).
- «Copia archivada». Archivado desde el original el 27 de septiembre de 2007. Consultado el 28 de octubre de 2006.